# Oldenburgi Margit skót királyné
Oldenburgi Margit (1456. június 23. – 1486. július 14.) skót királyné Dániában született, I. Keresztély dán, norvég és svéd király, valamint Brandenburgi Dorottya őrgrófnő negyedik gyermekeként és első leányaként. Mire világra jött, már csak a legkisebb bátyja, János volt életben.

## Származása
Apai nagyszülei: Oldenburgi Dietrich gróf és második felesége, Schauenburgi Helvig holsteini hercegnő
Anyai nagyszülei: János, kulmbach őrgrófja és Szász-Wittenberg Barbara

## Élete
Négy éves korában már kiszemelt vőlegénye volt Stuart Jakab skót trónörökös, így aztán az 1468-as eljegyzés után Margitot csupán 13 esztendősen hozzáadták III. Jakab skót királyhoz, aki öt évvel volt idősebb nála. Házasságuk 17 évig tartott, Margit haláláig. Ez idő alatt három gyermekük született, Jakab, James és János. Margit imádta a szép ruhákat és ékszereket. Lelkesen tanította fiát, a leendő IV. Jakabot dánul. Kora egyik legnépszerűbb királynéja volt, úgy jellemezte őt a skót nép mint gyönyörű, kedves és jóérzésű, ráadásul sokan úgy tartották, sokkal jobban el tudná kormányozni nő létére Skóciát, mint a férje. Házasságuk sajnos boldogtalan volt, ugyanis a királyné szót emelt az ellen, hogy a király kedvence nem a legidősebb fiuk volt, hanem a másodszülött James, Ross hercege.
1482-től a házaspár különváltan élt, elsősorban politikai nézetkülönbségeik miatt. Margit Stirlingben maradt a három fiával, míg III. Jakab inkább az edinburgh-i palotát választotta lakhelyéül.
1486. július 14-én Margit betegség következtében elhunyt. A cambuskenneth-i apátságban van végső nyughelye. Egyes akkori feltételezések szerint a királynét John Ramsay, Bothwell 1. lordja mérgezte meg, diplomáciai érdekek miatt.
III. Jakab nem nősült újra felesége elvesztése után, habár az asszony halála látszólag egyáltalán nem viselte meg. 1488-ban, két évvel felesége halála után hunyt el a sauchieburni csatában.
| Előző Gelderni Mária | Skót királyné 1469 – 1486 | Következő Tudor Margit |